# Município de Jefferson (condado de Knox, Ohio)
O município de Jefferson (em inglês: Jefferson Township) é um município localizado no condado de Knox no estado estadounidense de Ohio. No ano de 2010 tinha uma população de 633 habitantes, e uma densidade populacional de 7,43 pessoas por quilómetro quadrado.

## Geografia
O município de Jefferson encontra-se localizado nas coordenadas 40° 31′ 49″ N, 82° 13′ 59″ O. Segundo a Departamento do Censo dos Estados Unidos, o município tem uma superfície total de 85.21 km², da qual 84,68 km² correspondem a terra firme e (0,62 %) 0,53 km² é água.

## Demografia
Segundo o censo de 2010, tinha 633 pessoas residindo no município de Jefferson. A densidade populacional era de 7,43 hab./km². Dos 633 habitantes, o município de Jefferson estava composto pelo 98,42 % brancos, o 0,32 % eram afroamericanos, o 0,16 % eram asiáticos e o 1,11 % eram de uma mistura de raças. Do total da população o 0,32 % eram hispanos ou latinos de qualquer raça.